# آزيبان
آزيبان هو مركب حلقي غير متجانس يحتوي على ذرة نيتروجين في حلقة سباعية.
يعد كابرولاكتام من أبرز مشتقات أزيبان.

## اقرأ أيضاً
- أكسيبان
- أكسيبين